# Franz Obratschai
Franz Obratschai (lub Franz Obraczay, spotykane również zapisy Franciszek Obraczaj i František Obračaj; ur. 1823, zm. 7 października 1906 w Cieszynie) – śląskocieszyński polityk związany ze stronnictwem niemieckich liberałów, poseł do Śląskiego Sejmu Krajowego w latach 1870–1871 i 1878–1884 oraz do austriackiej Rady Państwa w latach 1879–1885.

## Życiorys
Był inspektorem majątków arcyksiążęcych, angażował się w życie publiczne i polityczne. Mimo słowiańskiego pochodzenia utożsamiał się, jak wielu śląskich protestantów, z kulturą niemiecką i interesami niemieckiego liberalizmu.
Do sejmu krajowego w Opawie wybrany został raz pierwszy w wyborach krajowych w 1870 r., w okręgu frydeckim w kurii gmin wiejskich. Ponownie startował w tym okręgu w wyborach w 1871 r., pokonany przez słowiańskiego kandydata dra Kotka. W kolejnych wyborach w 1878 r. pokonał Kotka i ponownie zasiadł w sejmie opawskim, zastąpiony przez Czecha Františka Pitříka w roku 1884.
Był również posłem do Rady Państwa, parlamentu całej austriackiej części monarchii. Wybrany został w wyborach z 28–30 czerwca 1879 z kurii wiejskiej obejmującej cały Śląsk Cieszyński (okręg Bielsko–Cieszyn–Frydek). Wybór Obratschaia był wynikiem rozłamu między obozem katolickim i ewangelickim w regionie. Do roku 1879 okręg ten reprezentował ewangelik Jerzy Cienciała. Środowiska katolickie forsowały jako wspólnego słowiańskiego kandydata do następnych wyborów katolickiego księdza Ignacego Świeżego, nie udało się jednak przekonać do niego ewangelików i wystawiony został również Cienciała. W pierwszej turze Obratschai zyskał 47,5% głosów, Świeży 32%, a Cienciała 20,5%. W drugiej turze, dzięki poparciu Obratschaia przez część wyborców Cienciały, wygrał liberał zyskawszy 52,5% głosów. Największą przewagę uzyskał w powiecie bielskim, 63%, przegrał natomiast jedynie w powiecie frydeckim.
Wybrany z ramienia Partii Konstytucyjnej, przystał w parlamencie do frakcji młodoniemców, poprzednika Niemieckiej Partii Postępowej. Później należał do klubu Zjednoczonej Lewicy Niemieckiej, z której jednak wystąpił w roku 1882 w związku z różnicą zdań wokół reformy prawa wyborczego. Kandydował ponownie w kurii wiejskiej w wyborach w roku 1885, 1891 i 1897, za każdym jednak razem przegrywając z Ignacym Świeżym, nad którym zyskiwał przewagę jedynie w okręgu bielskim.
Obratschai był także do roku 1886 członkiem rady zarządu Kolei Lwowsko-Czerniowieckiej oraz należał do Śląskiego Towarzystwa Rolniczego i Leśniczego. Zmarł w październiku 1906 r. po dłuższej chorobie w wieku 83 lat.
Prywatnie był szwagrem czołowego polityka niemieckoliberalnego na Śląsku Austriackim, pastora Theodora Haasego.